# Luther-Gesellschaft
Luther-Gesellschaft är ett samfund som instiftades 1918 i Wittenberg på initiativ av filosofiprofessorn och nobelpristagaren i litteratur Rudolf Eucken med syfte att bidra till utökad kunskap om Martin Luther och hans gärning även utanför fackteologernas krets. Från 1919 utger man Luther-Jahrbuch och kvartalsskriften Luther. 